# Sve će biti dobro
Sve će biti dobro je hrvatska telenovela snimana tokom 2008. i 2009.
U Srbiji je emitovana tokom 2008. i 2009. na televiziji B92.

## Sinopsis
Zahvaljujući nesrećnim okolnostima, nesporazumima i pogrešnim odlukama, nekada istinski prijatelji i poslovni partneri, Matko Bebić i Zoran Fabris, razišli su se na ružan način početkom 90-ih godina. Danas je Matko Bebić jako uspešan građevinski preduzetnik i porodični čovek, a Zoran Fabris je godinama izgubljen i na ivici egzistencije. Nakon dvadesetak godina, oni se ponovo susreću, a nerazrešeni odnosi pokrenuće uzbudljiva događanja.
Matko je u braku sa Nevenkom. No, ona mu je druga žena. Marija, njegova prva supruga i ljubav iz mladosti, je preminula za vreme porođaja. Marija nije bila samo Matkova velika ljubav, nego i sestra njegovog prijatelja Zorana. Nevenku, tada lepu i mladu stažistkinju, je oženio, kratko vreme nakon Marijine smrti i rođenja sina Slavena. Ona je sada ugledna lekarka Nevenka Augustinčić-Bebić, i radi u bolnici "Zapad". Ćerka Sunčica je razmažena mezimica porodice Bebić. Nevenkin otac, penzionisani hirurg Josip Augustinčić, je svoje vreme bio vrlo moćan čovek u medicinskim i političkim krugovima. Svoju ćerku je uvek podržavao. Nevenku je kroz život pratio osećaj, da za Matka predstavlja samo zamenu za njegovu prvu suprugu Mariju. U vreme dok proživljava bračnu krizu Nevenku opterećuju i događaji u bolnici, gde se očekuje dolazak novog primarijusa hirurgije. Prepreka u borbi za poziciju šefovice odela joj je ambiciozna lekarka Aleksandra Kirin, koja se neretko služi prljavim trikovima, kako bi se rešila konkurencije. Dodatne brige Nevenki stvara i mladi neozbiljni specijalizant Anton Kučera, kojeg više zanimaju medicinske sestre nego pacijenti i učenje o medicinskim zahvatima.
19-godišnji sin Slavena ima svoj bend "Hladni rat" i želi da postane rock muzičar, što se njegovom ocu nimalo ne dopada, jer Slaven provodi više vremena svirajući u garaži, nego učeći na fakultetu. Slavenova godinu dana mlađa polusestra Sunčica pohađa četvrti razred Klasične gimnazije, te je bacila oko na novog razrednog starešinu Dinka Matića.
Matkova glavna okupacija su pripreme za realizaciju projekta "Metropolis", njegovog preduzeća "MABE gradnja", zbog čega mu manjka vremena za porodične aktivnosti. No ni na poslovnom planu mu ne cvetaju ruže. Asistent Tomo, mu pravi više problema, nego što mu je od pomoći, te ga povratak Zorana, koji uz pomoć arhitekta Kreše Antića i novinarke Mile Radić namerava da pomrsi Matkove poslovne planove u vezi izgradnje tržnog centra "Metropolis" u siromašnom naselju Brezovo, izbacuje iz takta.
Skromna prodavačica Ivana i njen nasilni suprug Marko Šarić, koji žive u Brezovu, i pored primamljivih ponuda sa strane Matkove firme, ne nameravaju da napuste svoj dom.
Baš u to vreme se iznenada iz Nemačke vraća misteriozna Karmen sa svojim sinom Michaelom. Niko ne zna ko je njegov otac.
Kako se priča razvija, saznajemo da su životi glavnih likova, iako sasvim različiti i naizgled nepovezani, u stvari isprepleteni na više nivoa.

## Zanimljivosti
- Za snimanje svoje prve telenovele producentska kuća Ring Multimedija izgradila je do sada najveći set u Hrvatskoj, koji se prostire na više od 2.000 kvadratnih metara.
- Snimanje je započeto 25. avgusta 2008, a završeno je na petak 13. februara 2009..[2].
- Prvobitno je planirano 105 epizoda. Zbog dobre gledanosti je međutim odlučeno, da se serija produži za 75 epizoda, tako da je konačni broj epizoda 180.
- "Sve će biti dobro" je počela da se emituje na isti dan, kao konkurentska telenovela "Zakon ljubavi". U Hrvatskoj, zemlji porekla obe serije, su emitovane gotovo u isto vreme.
- Naslovnu pesmu , "Prijatelj", je otpevao šansonjer Arsen Dedić.
- Zbog produžetka telenovele, su uvedeni novi likovi odnosno novi glumci kao Enes Vejzović i Goran Koši, Ksenija Pajić, Žarko Savić i drugi.[3].

## Uloge
| Glumac:               | Uloga:                    |
| --------------------- | ------------------------- |
| Bojana Gregorić       | Nevenka Augustinčić Bebić |
| Goran Grgić           | Matko Bebić               |
| Milan Pleština        | Zoran Fabris              |
| Leonora Surian        | Mila Radić                |
| Janko Popović Volarić | Tomo Šimunić              |
| Barbara Nola          | Aleksandra Kirin          |
| Duško Valentić        | Josip Augustinčić         |
| Kostadinka Velkovska  | Katarina Augustinčić      |
| Filip Riđički         | Slaven Bebić              |
| Zorana Rajić          | Sunčica Bebić             |
| Duško Modrinić        | Dinko Matić               |
| Marinko Leš           | Krešo Antić               |
| Petra Maroja          | Kristina Kovač            |
| Željko Šestić         | Davor Šestan              |
| Alain Blažević        | Robert Šmit               |
| Barbara Prpić-Biffel  | Tamara Ručević            |
| Damir Markovina       | Anton Kučera              |
| Gorana Marin          | Ivana Šarić/Edita Fabris  |
| Siniša Popović        | Marko Šarić               |
| Božidar Orešković     | Branko Macanović          |
| Mirna Medaković       | Andrijana Macanović       |
| Ines Matić            | Marina Šolman             |
| Stjepan Erić          | Jurica Novak              |
| Ozren Domiter         | Danijel                   |
| Andrea Horvat         | Ljubica Martek            |
| Marija Tadić          | Tončica Martek            |
| Goran Koši            | Tin Mihalinec             |
| Enes Vejzović         | Vinko Bebić               |
| Davor Svedružić       | Brane Rizla               |
| Zrinka Kušević        | Natalija                  |
| Vladislav Peruško     | Filip Horvat              |
| Franjo Jurčec         | Pišta                     |
| Miro Šola             | Branko                    |
| Anđelko Struski       | Kamatar Roni              |
| Đorđe Kukuljica       | Vlado Jurković            |
| Žarko Savić           | Niko Bebić                |
| Amar Bukvić           | Bruno                     |
| Ksenija Pajić         | Karmen Ebert              |
| Frano Domitrović      | Michael Ebert             |
| Ecija Ojdanić         | Karla Radić               |
| Iva Šulentić          | Nika Štajner              |
| Ozren Opačić          | Advokat Perić             |
| Darko Milas           | Ivan Domić                |
| Antonija Stanišić     | Marijana Bebić            |

### Gostujuće uloge
| Glumac:          | Uloga:             |
| ---------------- | ------------------ |
| Vida Jerman      | Gđa. Milković      |
| Maja Katić       | Vesna Matić        |
| Otokar Levaj     | Leo pl. Katić      |
| Jadranka Krajina | Konobarica Đurđa   |
| Slaven Knezović  | Taksista           |
| Mario Valentić   | Nevenkin udvarač   |
| Mladen Čutura    | Inspektor Blažević |
| Darko Janeš      | Ivanin poslodavac  |
| Inge Privora     | Nancy Vulić        |
| Boris Miholjević | Nikin kolega       |
| Barbara Vicković | Vanesa Vanelli     |
| Tamara Šoletić   | Nevenkina doktorka |
| Anja Nigović     | Nera               |

## Spoljašnje veze
- Sve će biti dobro na IMDB